# Mouriscas
Mouriscas é uma povoação portuguesa sede da Freguesia de Mouriscas do Município de Abrantes, freguesia com 35,02 km² de área e 1480 habitantes (censo de 2021), tendo, por isso, uma densidade populacional de 42,3 hab./km².
A freguesia de Mouriscas situa-se na zona leste do município, a norte do rio Tejo, e tem como vizinhos dois municípios e três localidades do município de Abrantes. Os primeiros são o Sardoal a noroeste e Mação a nordeste e a leste. As segundas são Concavada e Pego a sul e Alferrarede a oeste. É ribeirinha à margem direita do rio Tejo ao longo de todo o limite sul.

## Demografia
A população registada nos censos foi:
| Distribuição da População por Grupos Etários | Distribuição da População por Grupos Etários | Distribuição da População por Grupos Etários | Distribuição da População por Grupos Etários | Distribuição da População por Grupos Etários |
| -------------------------------------------- | -------------------------------------------- | -------------------------------------------- | -------------------------------------------- | -------------------------------------------- |
| Ano                                          | 0-14 Anos                                    | 15-24 Anos                                   | 25-64 Anos                                   | > 65 Anos                                    |
| 2001                                         | 194                                          | 199                                          | 806                                          | 747                                          |
| 2011                                         | 147                                          | 165                                          | 758                                          | 762                                          |
| 2021                                         | 127                                          | 102                                          | 644                                          | 607                                          |

## História
O nome de Mouriscas resulta, segundo a lenda, da palavra Mouro. Chamava-se aos Mouros
Convertidos ao cristianismo - Mouriscos. Diz-se que a designação desta localidade deriva de um conjunto de núcleos populacionais que se foram formando. Há também quem conte que foi este local o “sítio aonde dois soldados cristãos abusaram da fraqueza de duas donzelas mouras".

## Património
- Ponte romana de Alferrarede ou Olho de Boi
- Capela de Nossa Senhora dos Matos
- Oliveira, em Cascalhos, é considerada a mais antiga de Portugal[5]

## Festas
- Romaria de São Sebastião - domingo mais próximo do dia 20 de janeiro
- Festa do Espírito Santo
- Festa de Nossa Senhora dos Matos - 15 de agosto
- Festas dos Esparteiros (junho ou julho)
- Festa da Casa do Povo - dois primeiros fins-de-semana de agosto
- Festas de Verão - dois últimos fins de semana de agosto
- Festival Internacional de Folclore - finais de agosto
- Festa de S. Simão

## Personalidades
- Manuel Esparteiro iniciou em 1894 a fabricação de ceiras e capachos
- Maria Regina Louro, escritora
- Jerónimo Belo Jorge, Jornalista na rádio Antena Livre e Jornal de Abrantes (Grupo Media On). Editor do Jornal Primeira Linha (Prémio Imprensa Regional 1998) entre 1997 e 2001. Ribatejano Ilustre (distinção da Casa do Ribatejo em Lisboa).
- Santana Maia, (médico e foi Bastonário da ordem dos Médicos)
- Orlando Dias Agudo, (ligado à rádio, tv e informação desportiva)